# Gukesh Dommaraju
Gukesh Dommaraju (sinh ngày 29 tháng 5 năm 2006) là một đại kiện tướng cờ vua người Ấn Độ. Anh là đương kim vô địch cờ vua thế giới và đang nắm giữ kỷ lục nhà vô địch cờ vua thế giới trẻ nhất từ trước đến nay, là kỳ thủ trẻ nhất vượt qua được mốc Elo 2750 khi mới 17 tuổi, và là người trẻ thứ ba vượt qua được mốc Elo 2700 khi mới 16 tuổi. Anh đã giành được danh hiệu đại kiện tướng khi mới 12 tuổi và vẫn là đại kiện tướng trẻ thứ ba trong lịch sử cờ vua.

## Sự nghiệp

### Thời gian đầu (2015–2019)
Gukesh vô địch hạng không quá 9 tuổi (U-9) ở Giải vô địch cờ vua trường học châu Á năm 2015. Cậu vô địch U-12 thế giới năm 2018. Tại Giải vô địch cờ vua trẻ châu Á năm 2018, cậu lập kỷ lục giành năm huy chương vàng ở các nội dung hạng tuổi U-12 gồm cờ tiêu chuẩn, cờ nhanh và cờ chớp cá nhân, cũng như cờ nhanh và cờ chớp đồng đội.
Vào ngày 15 tháng 1 năm 2019, Gukesh trở thành đại kiện tướng trẻ thứ hai tại thời điểm đó ở độ tuổi 12 năm, 7 tháng và 17 ngày, sau Sergey Karjakin.

### Huy chương vàng Olympiad và vòng loại ứng viên (2022–2023)
Vào tháng 8 năm 2022, tại Olympiad Cờ vua lần thứ 44 tổ chức ở Chennai, Gukesh giành huy chương vàng cá nhân ở bàn đầu tiên trong nội dung mở với thành tích 9 điểm trên 11 ván. Anh là thành viên của đội Ấn Độ-2, đội đã giành huy chương đồng trong cùng giải đấu. Tháng 9 năm 2022, Gukesh tiếp tục cùng đội tuyển Ấn Độ giành huy chương bạc nội dung đồng đội nam tại Đại hội thể thao châu Á 2022. Cũng trong tháng này, anh lần đầu tiên đạt được mức Elo FIDE trên 2700, với Elo 2726, trở thành kỳ thủ trẻ thứ ba trong lịch sử đạt cột mốc này, sau Vi Dịch và Alireza Firouzja.
Tháng 10 năm 2022, tại giải Aimchess Rapid, Gukesh trở thành kỳ thủ trẻ nhất từng đánh bại Nhà vô địch cờ vua thế giới lúc bấy giờ là Magnus Carlsen.
Tháng 8 năm 2023, Gukesh tiếp tục lập kỷ lục khi trở thành kỳ thủ trẻ nhất trong lịch sử đạt mức Elo 2750. Tại Cúp cờ vua thế giới 2023 tổ chức tại Baku, anh tiến vào tứ kết trước khi để thua Magnus Carlsen. Vào tháng 9 năm 2023, trong bảng xếp hạng FIDE, Gukesh vượt qua Viswanathan Anand để trở thành kỳ thủ Ấn Độ có xếp hạng cao nhất, chấm dứt 37 năm thống trị của Anand trên vị trí này.
Tháng 12 năm 2023, Gukesh giành quyền tham dự Giải đấu Ứng viên năm 2024, giải đấu nhằm xác định người thách đấu với Đinh Lập Nhân để giành danh hiệu Vô địch Cờ vua Thế giới. Gukesh đứng thứ hai tại Vòng đua FIDE 2023, sau Fabiano Caruana. Tuy nhiên, do Caruana đã giành suất tham dự thông qua Cúp cờ vua thế giới, suất vòng loại còn lại được trao cho Gukesh. Anh trở thành kỳ thủ trẻ thứ ba trong lịch sử đủ điều kiện tham dự Giải đấu Ứng viên, sau Bobby Fischer và Magnus Carlsen.

### Huy chương vàng Olympiad đôi và Giải vô địch thế giới (2024–nay)

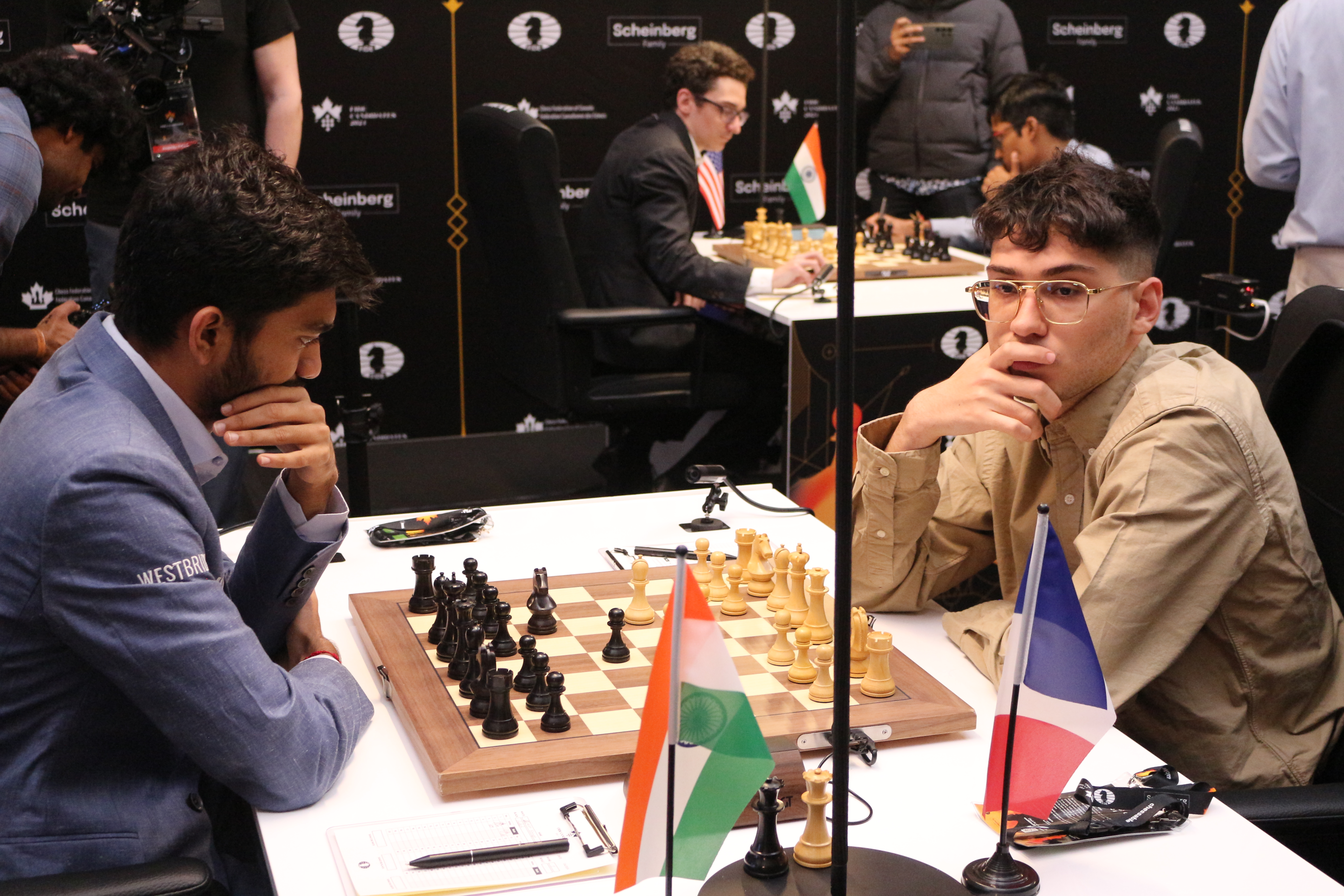
Gukesh (trái) đang đấu với Alireza Firouzja tại Giải đấu Ứng viên năm 2024

Vào tháng 1 năm 2024, Gukesh kết thúc Giải cờ vua Tata Steel 2024 với thành tích đồng hạng tư, đạt 8½ điểm sau 13 ván đấu. Anh đã vượt qua Anish Giri ở bán kết nhưng thất bại trước Vi Dịch trong trận chung kết loạt tie-break.
Tháng 4 năm 2024, Gukesh tham gia Giải đấu Ứng viên, sự kiện quy tụ tám kỳ thủ hàng đầu, tổ chức tại Toronto. Anh xuất sắc giành chiến thắng năm ván, bao gồm các trận trước Praggnanandhaa và Vidit Gujrathi khi cầm quân đen, Firouzja khi cầm quân trắng, cũng như trước Nijat Abasov ở cả hai lượt. Với chỉ một trận thua duy nhất trước Firouzja, Gukesh hoàn tất giải đấu với 9 điểm sau 14 ván, trở thành người trẻ tuổi nhất trong lịch sử giành chiến thắng tại Giải đấu Ứng viên.
Ngày 10 tháng 8 năm 2024, cuốn sách "From Boy to Man to Challenger: The Fiercest Battles of Gukesh D" (Từ cậu bé đến người đàn ông đến người thách đấu: Những trận chiến khốc liệt nhất của Gukesh D) của Cyrus Lakdawala được xuất bản bởi Elk & Ruby. Cuốn sách bao gồm 70 trận đấu nổi bật, trong đó các trận đối đầu với các nhà vô địch thế giới được chú thích đầy đủ.
Tháng 9 năm 2024, Gukesh đại diện cho đội tuyển Ấn Độ tham gia Olympiad Cờ vua tại Budapest. Anh không thua bất kỳ trận nào và giành huy chương vàng cá nhân với thành tích 9 điểm sau 10 ván. Phong độ xuất sắc trên bàn đấu số một đã góp phần giúp đội tuyển Ấn Độ lần đầu tiên giành huy chương vàng đồng đội tại Olympiad Cờ vua. Nhờ chiến thắng này, Gukesh lần đầu tiên lọt vào top 5 bảng xếp hạng FIDE vào ngày 1 tháng 10 năm 2024.
Giải vô địch cờ vua thế giới 2024 diễn ra từ tháng 11 đến tháng 12, với trận tranh tài giữa Gukesh và đương kim vô địch Đinh Lập Nhân. Gukesh giành 3 chiến thắng, 2 thất bại và 9 trận hòa sau 14 ván cờ tiêu chuẩn, kết thúc giải đấu với chiến thắng trong ván cuối cùng vào ngày 12 tháng 12 năm 2024. Kết quả chung cuộc 7½–6½ giúp anh trở thành nhà vô địch cờ vua thế giới không có tranh chấp trẻ tuổi nhất trong lịch sử.

## Phong cách thi đấu
Gukesh được biết đến với phong cách chơi phản ứng, nổi bật nhờ khả năng tính toán chính xác dưới áp lực thời gian, thường dẫn đến những cuộc đấu chiến thuật phức tạp trong các ván đấu của anh. Viswanathan Anand, người cố vấn của Gukesh, nhận xét anh có "khả năng tính toán đáng kinh ngạc". Cựu vô địch thế giới Magnus Carlsen đánh giá lối chơi của Gukesh là "phản công thuần túy", đồng thời cho rằng Gukesh mắc rất ít sai lầm, điều này khiến anh trở thành "đối thủ cực kỳ nguy hiểm trong mọi hoàn cảnh". Nhà bình luận cờ vua Raymond Keene viết rằng điểm mạnh của Gukesh nằm ở khả năng duy trì thế trận một cách chủ động, tránh rơi vào các thế cờ bất lợi đồng thời hạn chế việc đơn giản hóa thế cờ dẫn đến kết quả hòa. Phong cách chơi của anh cũng được so sánh với cựu vô địch thế giới Anatoly Karpov, với những bước tiến nhỏ nhưng liên tục và bền bỉ — kiểu "bóp nghẹt" dần đối thủ, khiến họ không còn phản kháng hiệu quả.

## Giải thưởng và đề cử

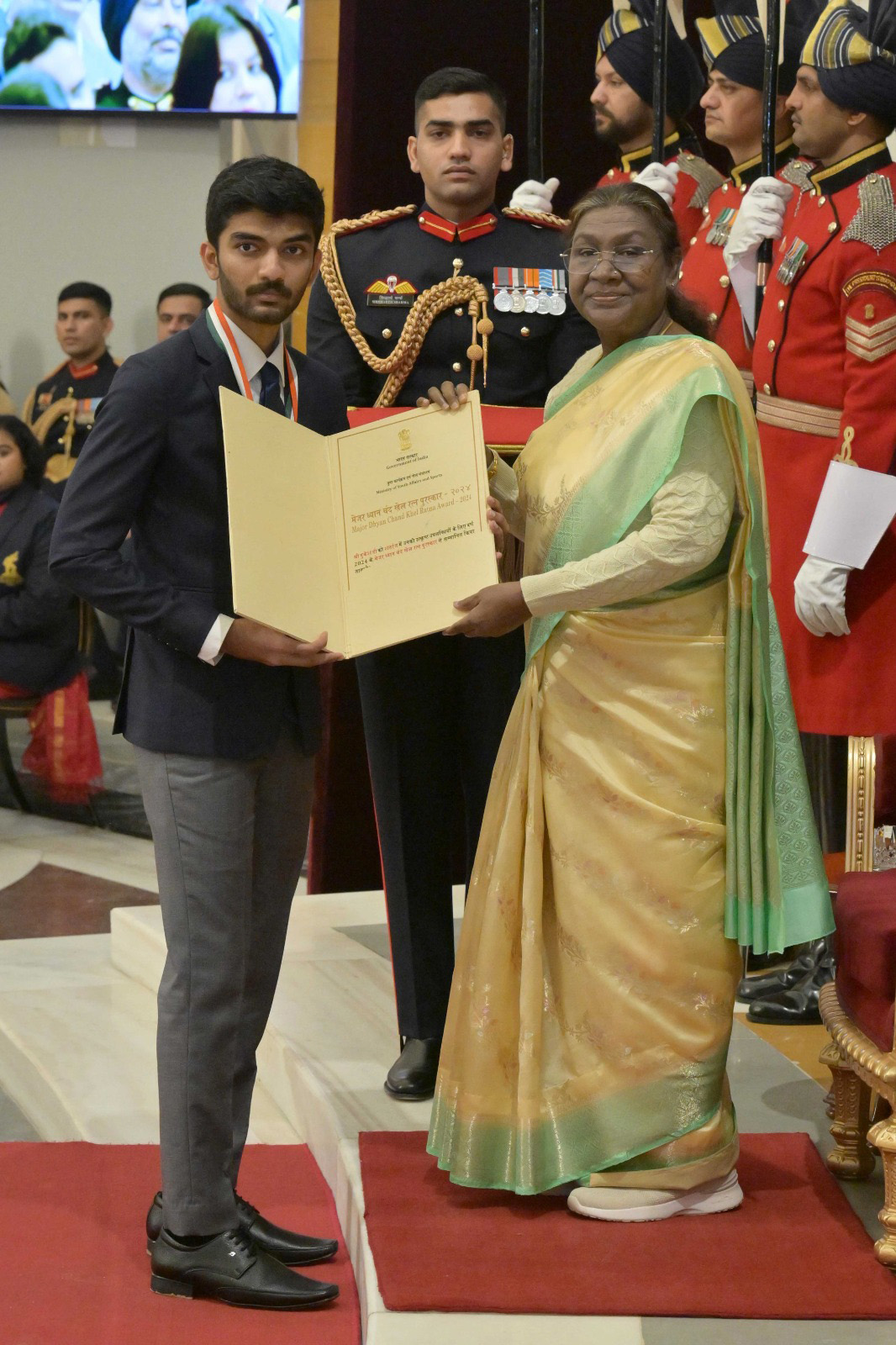
Gukesh nhận Giải thưởng Khel Ratna Major Dhyan Chand từ Tổng thống Droupadi Murmu vào ngày 17 tháng 1 năm 2025

| Năm  | Giải thưởng                                | Hạng mục                     | Kết quả   | Tham khảo |
| ---- | ------------------------------------------ | ---------------------------- | --------- | --------- |
| 2023 | Liên đoàn cờ vua châu Á                    | Kỳ thủ của năm               | Đoạt giải | [ 39 ]    |
| 2024 | Giải thưởng thể thao của tờ Times of India | Kỳ thủ cờ vua của năm        | Đề cử     | [ 40 ]    |
| 2025 | Giải Khel Ratna                            | Thành tích thể thao xuất sắc | Đoạt giải | [ 41 ]    |
| 2025 | Giải thưởng thể thao của tờ Times of India | Vận động viên nam của năm    | Đoạt giải | [ 42 ]    |
| 2025 | Giải thưởng thể thao của tờ Times of India | Kỳ thủ cờ vua nam của năm    | Đoạt giải | [ 42 ]    |